# One Assassination Under God - Chapter 1
One Assassination Under God - Chapter 1 è il dodicesimo album in studio della rock band statunitense Marilyn Manson. Il disco è stato pubblicato dall'etichetta Nuclear Blast ed è il primo capitolo di una storia divisa in due parti.
Il disco segna il ritorno di Tyler Bates come produttore, compositore e musicista dopo la breve pausa con Shooter Jennings nel precedente album del 2020 We Are Chaos, così come anche chitarrista nei concerti dal vivo. 
Mentre We Are Chaos usciva l'11 settembre 2020, richiamando la tragica data dell'attentato alle torri gemelle, One Assassination Under God - Chapter 1 esce il 22 novembre 2024, ossia nell'anniversario della morte di John Fitzgerald Kennedy.
L'album esce dopo un particolare periodo di silenzio stampa e vuoto mediatico da parte di Marilyn Manson, per via delle gravi accuse di abusi lanciate dall'ex-fidanzata Evan Rachel Wood. Dato anche l'annullamento brusco della promozione di We Are Chaos e dell'assenza totale di un tour a suo supporto, questo nuovo disco rappresenta un vero e proprio ritorno dell'artista sulla scena pubblica. 
Oltre a Bates, torna nella band anche il batterista Gil Sharone sia in studio sia in formazione dal vivo, come anche Robert Carranza alla registrazione e mix dai tempi di The Pale Emperor ed Heaven Upside Down. 

## Promozione e singoli
L'album è stato preceduto da tre singoli: "As Sick as the Secrets Within", "Raise the Red Flag" e "Sacrilegious" mentre il quarto, "One Assassination Under God", è stato lanciato il 22 novembre 2024 insieme al disco. Tutti i singoli sono stati accompagnati da videoclip ufficiali diretti da Bill Yukich, che aveva collaborato con Manson anche sui video per Heaven Upside Down. Tuttavia, sulla piattaforma YouTube i commenti ai video vengono disattivati agli utenti per evitare la proliferazione di interazioni negative nei confronti di Manson. La reputazione del cantante, infatti, venne significativamente danneggiata dalle accuse di abusi lanciate da Evan Rachel Wood da altre donne che si sono aggiunte nel corso del tempo alla lista delle presunte vittime. Anche su altri social network come Facebook e X i commenti vengono completamente disattivati. 
Nonostante ciò, l'album ha ottenuto un discreto successo tra fan e critica, facendo tornare la band nelle radio e in tour dopo diversi anni di incertezza. Difatti, i brani promozionali sono stati immediatamente di successo nelle classifiche di vendita dei singoli in America e Regno Unito. 
One Assassination Under God - Chapter 1 è stato preceduto anche da una versione limitata in maxi singolo di Raise the Red Flag, comprendente al suo interno il precedente brano As Sick as the Secrets Within e un brano inedito intitolato Front Toward Enemy. Nonostante le speculazioni da parte dei fan, il brano misterioso non ha fatto apparizione sul disco definitivo, ma ancora si sospetta il suo inserimento all'interno dell'atteso Chapter 2. Il maxi singolo ha venduto solo in edizione limitata con 3000 copie in tutto il mondo, che sono andate in tutto esaurito dopo sole 12 ore dall'apertura dei preordini. Il brano misterioso non è disponibile in nessun altro modo sul mercato, essendo totalmente assente anche dalle piattaforme di streaming musicale. 
Per quanto riguarda la musica dal vivo, diversamente da quanto accaduto con We Are Chaos la band ha sostenuto questa volta un tour in supporto al nuovo album. Nell'estate 2024 si sono esibiti in Nord America dividendo il palco con i Five Finger Death Punch, oltre che con date esclusivamente per loro, mentre il tour europeo si è tenuto a partire da febbraio 2025. In Italia si sono esibiti all'Alcatraz di Milano. 
Al momento la finestra di lancio per il Chapter 2 deve essere ancora rivelata.

## Tracce
Testi di Marilyn Manson, musiche di Tyler Bates.
1. One Assassination Under God – 5:28
2. No Funeral Without Applause – 4:06
3. Nod If You Understand – 4:05
4. As Sick As The Secrets Within – 5:35
5. Sacrilegious – 3:35
6. Death Is Not A Costume – 4:52
7. Meet Me In Purgatory – 4:36
8. Raise The Red Flag – 4:49
9. Sacrifice Of The Mass – 6:15

## Formazione
Crediti adattati dalle note di copertina di One Assassination Under God - Chapter 1.
Musicisti
- Marilyn Manson – testi, voce, produzione e grafica
- Tyler Bates – chitarre, basso, guitarviol, tastiere, registrazione e produzione
- Gil Sharone – batteria
- Lola Colette – piano in As Sick as the Secrets Within

Tecnici
- Robert Carranza – registrazione, mix, produzione
- Howie Weinberg – masterizzazione
- Will Borza – masterizzazione
- Maxwell Urasky – programmazione in As Sick as the Secrets Within